# Período assírio antigo
O período assírio antigo foi o segundo estágio da história assíria, cobrindo a história da cidade de Assur desde sua ascensão como uma cidade-estado independente sob Puzurassur I em c. 2 025 a.C. até a fundação de um estado territorial assírio maior após a ascensão de Assurubalite I em c. 1 363 a.C., que marca o início do período assírio médio subsequente. O período assírio antigo é marcado pela mais antiga evidência conhecida do desenvolvimento de uma cultura assíria distinta e foi um momento geopoliticamente turbulento quando Assur várias vezes caiu sob o controle ou suserania de reinos e impérios estrangeiros. O período também é marcado com o surgimento de um dialeto assírio distinto da língua acádia, um calendário assírio nativo e Assur por um tempo tornando-se um local proeminente para o comércio internacional.
Durante a maior parte do período antigo assírio, Assur foi uma cidade-estado menor com pouca influência política e militar. Em contraste com os reis assírios de períodos posteriores, os reis do período antigo assírio eram apenas um dos atores proeminentes na administração da cidade e normalmente usavam o título Išši'ak Aššur, que se traduz em "governador (em nome) do (deus) Assur", em vez de šar (rei). Os reis presidiram o corpo administrativo real da cidade, o Ālum (assembleia da cidade), que era composto por membros proeminentes e influentes entre a população de Assur. Embora sem poder militar e político, Assur era um importante centro econômico no norte da Mesopotâmia. Desde a época de Erisum I (c. 1974–1935 a.C.) até o final do século XIX a.C., a cidade foi um centro de uma grande rede comercial que se estendia desde as montanhas de Zagros no leste até a Anatólia central no oeste. Durante seu tempo como comerciantes proeminentes, os assírios fundaram várias colônias comerciais em vários locais da rede comercial, como Cultepe.
A primeira dinastia real assíria, fundada por Puzurassur I em c. 2 025 a.C., chegou ao fim quando a cidade foi capturada pelo conquistador estrangeiro amorreu Samsiadade I em c. 1 808 a.C. Samsiadade governou a partir da cidade de Subate-Enlil e estabeleceu um reino de curta duração, às vezes chamado de Reino da Alta Mesopotâmia, que entrou em colapso após sua morte em c. 1 776 a.C. Os eventos após a morte de Samsiadade até o início do período assírio médio são pouco conhecidos, mas parece ter havido inicialmente algumas décadas de conflito frequente em Assur e na região circundante, não apenas entre diferentes estados e impérios, como o Antigo Império Babilônico, Mari e Esnuna, mas também entre diferentes dinastias e nobres assírios que disputavam o poder sobre a cidade. Este período culminou no restabelecimento de Assur como uma cidade-estado independente sob a dinastia adasida em c. 1 700 a.C. Assur tornou-se um vassalo do reino de Mitani em c. 1 430 a.C., mas se libertou no início do século XIV depois que Mitani sofreu uma série de derrotas para os hititas começando assim sua transição para um grande estado territorial sob uma série de reis guerreiros.
Através de extensos registros cuneiformes, totalizando mais de 22.000 tabuletas de argila encontradas na colônia comercial assíria antiga em Cultepe, muitas informações podem ser reunidas sobre a cultura, a língua e a sociedade no período assírio antigo. Como em outras sociedades do Antigo Oriente Próximo, os antigos assírios praticavam a escravidão, embora a confusão resultante da terminologia usada nos textos possa significar que muitos, mas não todos, dos supostos escravos eram na verdade servos livres. Embora homens e mulheres tivessem deveres e responsabilidades diferentes, eles tinham mais ou menos os mesmos direitos legais, sendo permitido a ambos herdar bens, fazer testamentos, iniciar processos de divórcio e participar do comércio. A principal divindade adorada no período assírio antigo era, como em períodos posteriores, a divindade nacional assíria Assur, que provavelmente se originou no período assírio inicial anterior como uma personificação divinizada da própria cidade de Assur.

## Terminologia
Os pesquisadores modernos dividem os milhares de anos da antiga história assíria em vários estágios com base em eventos políticos e mudanças graduais na linguagem. "Assírio antigo" é um desses estágios e é, portanto, um rótulo cronológico. Conforme definido por Klaas Veenhof em 2008, o termo se aplica à "fase inicial da cultura da antiga Assur que é historicamente recuperável o suficiente para ser chamado de assíria", "assíria" aqui significando a cidade de Assur e sua cultura, em vez da Assíria como um estado que rege um trecho de território; a Assíria só fez a transição de uma pequena cidade-estado para um reino que governava uma extensão maior de território no posterior período assírio médio. Como tal, "Assírio antigo" refere-se à história, política, economia, religião, linguagem e características distintivas de Assur e seu povo desde os primeiros registros históricos abrangentes no local até o início do período assírio médio. Assur era muito mais antiga do que a data de início comumente usada para o período assírio antigo, embora o anterior período assírio inicial seja muito menos conhecido e Assur não fosse independente durante esse período, mas sim parte de uma sequência de estados e impérios do sul da Mesopotâmia.

## História

### Puzurassur e sua dinastia
Acredita-se que Assur tenha se tornado uma cidade-estado independente sob Puzurassur I, que governou por volta de 2 025 a.C. Pouco se sabe sobre Puzurassur, e não está claro como exatamente ele chegou ao poder, embora seus descendentes, a primeira dinastia real da Assíria, escrevessem que ele havia restaurado as muralhas ao redor da cidade. A independência de Assur provavelmente foi alcançada em conjunto com o último governante de Ur III, Ibi-Sim (c. 2028–2004 a.C.), perdendo seu controle administrativo nas regiões periféricas de seu império. Muito pouca evidência arqueológica sobreviveu de Assur na primeira metade do segundo milênio a.C. e, como resultado, relativamente pouco se sabe sobre a cidade, seu povo e seus governantes durante esse período. As inscrições reais sobreviventes desta época lidam quase exclusivamente com projetos de construção. O que se sabe é que Puzurassur e seus sucessores após a independência não reivindicaram de fato a dignidade de serem reis (šar), como os suseranos acádios e sumérios haviam feito, mas em vez disso continuaram a se denominar governadores (Išši'ak), afirmando que o deus nacional assírio Assur era rei e que os governantes assírios, portanto, eram apenas seus representantes na Terra. Assur era durante o tempo da dinastia de Puzurassur o lar de apenas cerca de 5.000 a 8.000 pessoas, o que significa que seu poder militar deve ter sido muito limitado, e não há fontes que indiquem quaisquer instituições militares. Nenhuma cidade vizinha foi submetida à Assur e não há sequer registros conhecidos de interações políticas com os governantes dos vizinhos imediatos da cidade.
A mais antiga inscrição sobrevivente conhecida por um rei assírio foi escrita pelo filho e sucessor de Puzurassur, Salimaum, e registra o rei ter construído um templo dedicado ao deus Assur "para sua própria vida e a vida de sua cidade". O filho e sucessor de Salimaum, Ilussuma, é o primeiro rei assírio conhecido por ter intervindo em assuntos estrangeiros, fazendo campanha e abrindo o comércio. Em uma de suas inscrições, Ilussuma afirma ter aberto o comércio com os "acádios [ou seja, sulistas] e seus filhos" e vendendo cobre. Que Ilussuma foi capaz de vender cobre para reis no sul é significativo porque ilustra que Assur naquela época estava produzindo cobre suficiente para sustentar a si mesma e aos outros. De onde veio esse cobre não está claro, talvez os mineiros assírios tenham feito a longa viagem para Ergani no noroeste, em textos posteriores descritos como um local significativo de mineração de cobre. De acordo com suas inscrições, Ilussuma também construiu poços em Assur, usados tanto como fonte de água quanto para fazer tijolos para a muralha da cidade. Ilussuma foi sucedido por seu filho ainda mais bem sucedido, Erisum I (c. 1974–1934 a.C.), o primeiro rei cuja duração do reinado é registrada na Lista de Reis Assírios, um documento posterior registrando os reis da Assíria e seus reinados. Erisum iniciou o primeiro experimento conhecido em livre-comércio, deixando a iniciativa de comércio e transações estrangeiras em larga escala inteiramente para sua população. Embora grandes instituições, como os templos e o próprio rei, participassem do comércio, o financiamento em si era fornecido por banqueiros privados, que por sua vez arcavam com quase todo o risco (mas também obtinham quase todos os lucros) dos empreendimentos comerciais. Através dos esforços de Erisum, Assur parece ter se estabelecido rapidamente como uma importante cidade comercial no norte da Mesopotâmia. Erisum ganhou algum dinheiro impondo pedágios, que foram investidos na expansão da própria Assur: o templo do deus Assur foi reconstruído e ampliado e um novo templo, dedicado ao deus Adade,  também foi construído.
O filho e sucessor de Erisum, Icunum (c. 1934–1921 a.C.), reconstruiu a muralha de fortificação ao redor de Assur, um evento que exigiu contribuições financeiras de prata não apenas da própria Assur, mas também de suas amplas colônias comerciais.  Não se sabe se a muralha teve que ser reconstruída devido ao desgaste normal ou por ter sido danificada na guerra. É possível que tenha sido danificada durante o conflito com a cidade-estado de Esnuna ao sul, que na época seguia uma política expansionista. De qualquer forma, os reparos não foram concluídos até o longo reinado do filho de Icunum, Sargão I (c. 1920–1881 a.C.). Embora o reinado de Sargão pareça ter sido próspero durante o qual o comércio assírio atingiu seu auge, os reinados de seu filho Puzurassur II (c. 1880–1873 a.C.) e neto Narã-Sim (c. 1872–1829/1819 a.C.) viram Assur sendo ameaçada por inimigos estrangeiros, primeiro por Ipiquiadade II de Esnuna e depois pelo mais bem sucedido e perigoso Samsiadade I de Ecalatum, uma cidade localizada perto de Assur.

### Colônias comerciais

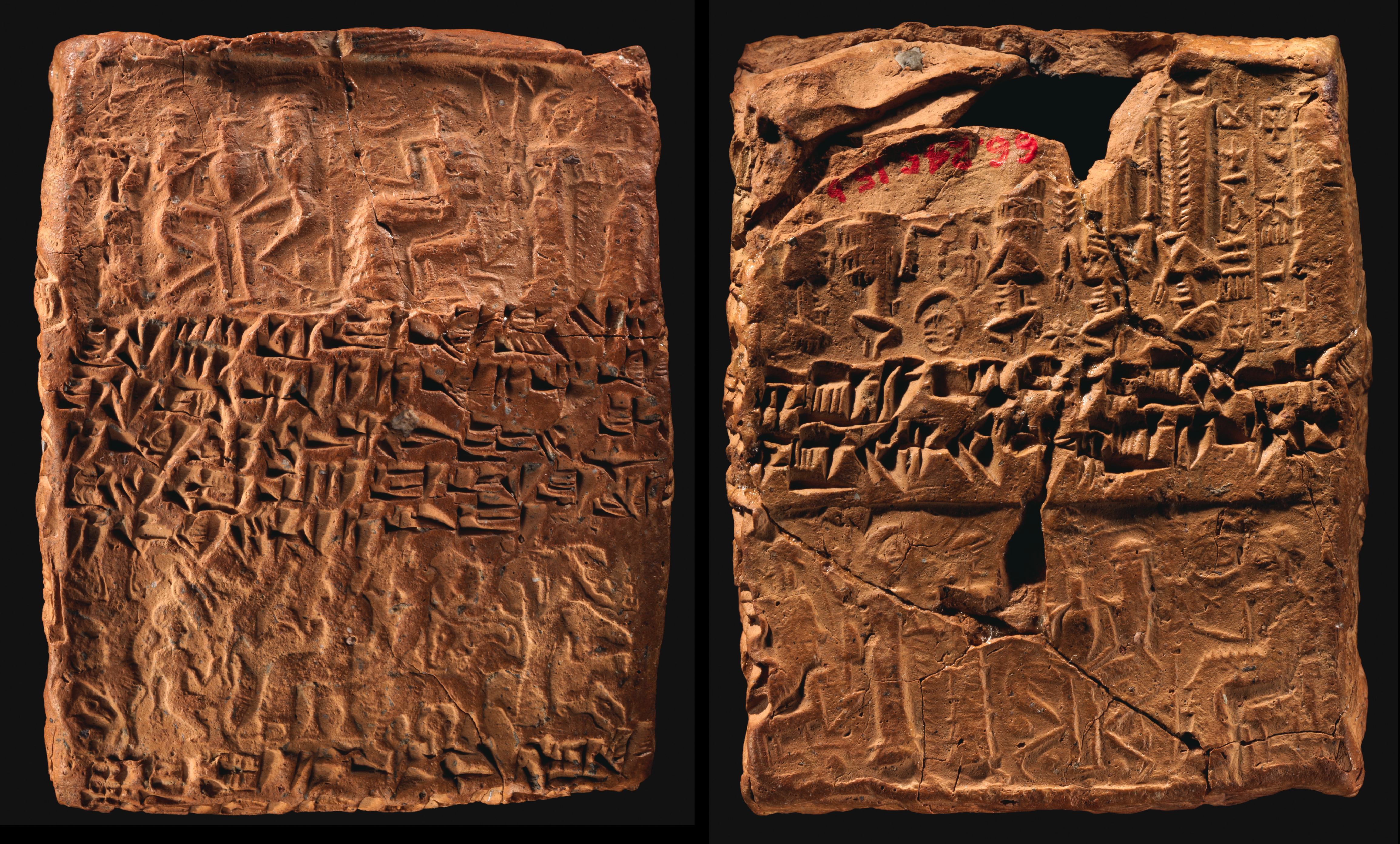
Tabuinha cuneiforme assíria antiga de Cultepe registrando o pagamento de um empréstimo, impressa com quatro selo cilíndricos diferentes

Embora as evidências de Assur sejam escassas, existem ricos registros textuais sobreviventes da sociedade e atividade assíria desde o início do período assírio antigo, embora não sejam de Assur ou do norte da Mesopotâmia, mas sim da Anatólia central. A maior coleção conhecida de antigas tabuinhas assírias são de Cultepe, perto da moderna cidade de Caiseri. Cultepe, neste período conhecido pelo nome Canés, também era uma cidade-estado governada por sua própria linha de reis. Na cidade baixa de Cultepe, a noroeste, os assírios estabeleceram uma colônia comercial, ou karum, da qual dois níveis (Ib, c. 1833–1719 a.C., e II, c. 1950–1836 a.C.) foram investigados arqueologicamente. O nível II é particularmente significativo, pois preserva cerca de 22.000 tabuinhas de argila cuneiforme que atestam uma rede comercial assíria extensa e de longa distância. A colônia comercial de Cultepe era um nó fundamental nessa rede, que estava centrada em Assur e tinha extensos postos comerciais menores em toda a Anatólia central e provavelmente na Mesopotâmia. Esta rede de comércio é a primeira impressão notável deixada pelos assírios no registro histórico. Assur conseguiu manter sua posição central na rede comercial apesar de ser relativamente pequena e sem histórico de sucesso militar.

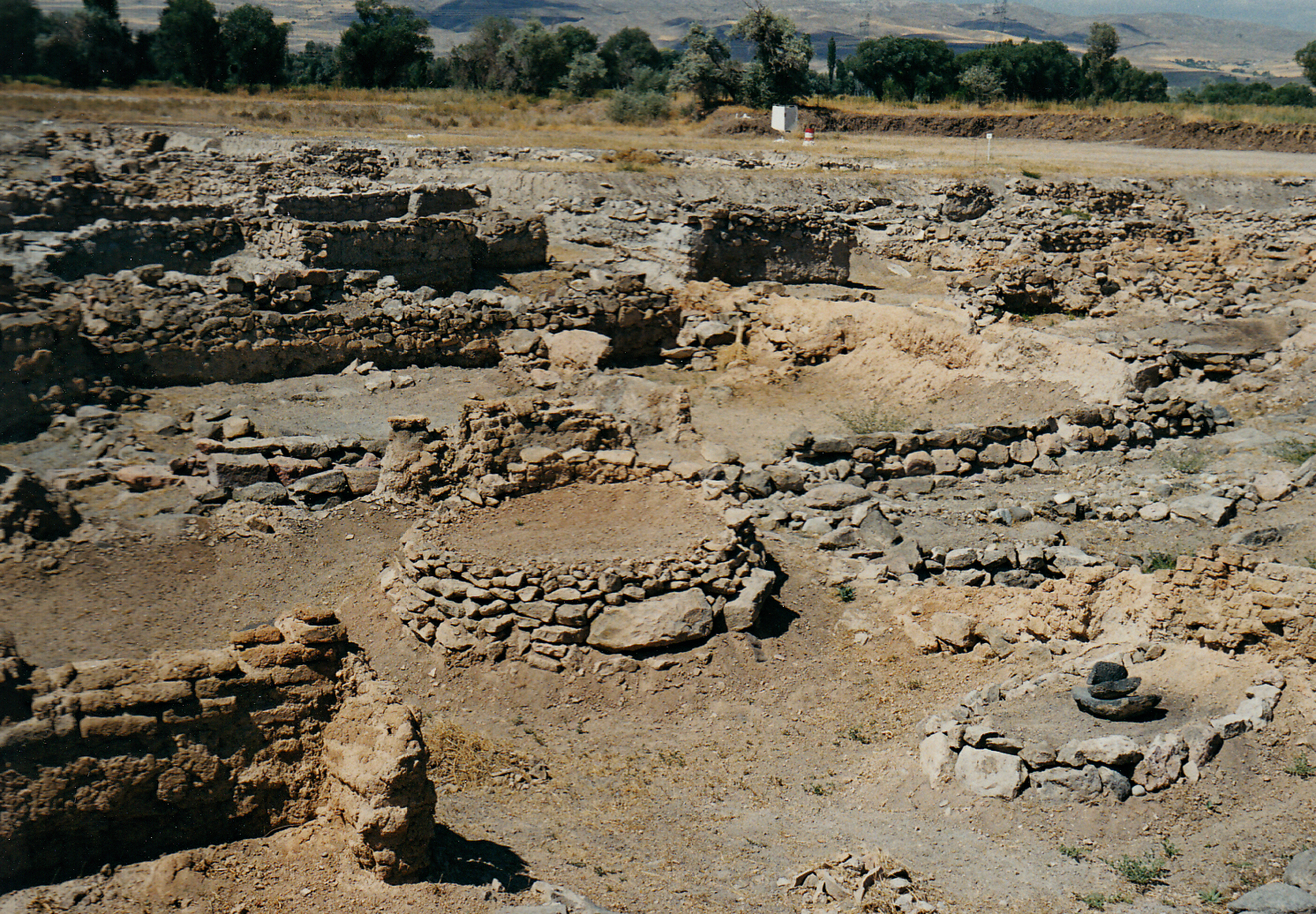
Ruínas escavadas da antiga colônia comercial assíria em Cultepe

Após a descoberta das tabuinhas de Cultepe no século XX, muitos historiadores sugeriram que eram evidências de um grande "Antigo Império Assírio", que se estendia até a Anatólia, mas essa interpretação é hoje desacreditada com base em evidências arqueológicas e literárias sobreviventes. No entanto, é possível que as tradições culturais que chegaram a Assur durante a época de sua rede comercial inicial tenham desempenhado algum papel na ascensão do primeiro estado territorial assírio séculos depois. Embora se saiba que um grande número de comerciantes assírios viveu na colônia comercial de Cultepe, aproximadamente 500 a 800 pessoas, não há elementos assírios óbvios no próprio assentamento, além das tabuinhas e selos. As casas da colônia não podem ser diferenciadas das casas dos moradores, o que sugere que os comerciantes viviam não como colonos, mas como expatriados, utilizando os artefatos e casas locais. Com toda a probabilidade, a comunidade assíria em Cultepe não vivia em uma parte murada separada da cidade, mas simplesmente em sua própria parte da cidade baixa, também lar de anatólios locais. A colônia assíria não era apenas um assentamento comercial, mas também funcionava como centro de várias atividades de produção artesanal, como a produção de cerâmica e objetos metálicos. As tabuinhas cuneiformes preservadas demonstram que os assírios tinham suas próprias estruturas administrativas e corte em Cultepe e, portanto, eram um pouco autônomos. A corte assíria em Cultepe baseava suas decisões na lei assíria e muitas vezes baseava suas decisões em ordens de Assur, às vezes emitidas pelos próprios reis.  Além do comércio, os registros cuneiformes em Cultepe também fornecem informações sobre a vida familiar dos comerciantes, que muitas vezes se correspondiam com suas esposas em Assur. Essas esposas eram, em muitos casos, responsáveis pela coleta ou aquisição dos materiais vendidos nas colônias comerciais.
A colônia comercial original em Cultepe parece ter sido incendiada em c. 1 836 a.C., o que levou à preservação das milhares de tabuinhas, mas logo depois foi reconstruída, como atestado pela presença de atividade assíria posterior na segunda camada. No total, estima-se que durante o período de comércio documentado no Nível II da colônia comercial de Cultepe, cerca de 25 toneladas de prata da Anatólia foram transportadas para Assur, e que aproximadamente 100 toneladas de estanho e 100.000 têxteis foram transportados para a Anatólia em troca. Os assírios também vendiam gado, produtos processados e produtos de cana. Em muitos casos, os materiais vendidos pelos colonos assírios vinham de lugares distantes; os têxteis vendidos pelos assírios na Anatólia eram importados do sul da Mesopotâmia e o estanho vinha do leste nas Montanhas Zagros. Um comerciante assírio provavelmente poderia fazer a distância de 1.000 quilômetros (620 milhas) entre Assur e Cultepe em seis semanas, viajando através de caravanas de burros. Embora os comerciantes tivessem que pagar impostos rodoviários e pedágios para os vários estados e governantes nas terras intermediárias, os lucros eram enormes, já que os assírios vendiam muitos de seus produtos pelo dobro do preço na Mesopotâmia, ou até mais. A importância de Assur como centro comercial diminuiu no século XIX a.C., após o que os comerciantes assírios desempenharam um papel mais modesto. Esse declínio pode ter resultado principalmente do crescente conflito entre os estados e governantes do Antigo Oriente Próximo, levando a uma diminuição do comércio em geral.

### Reino da Alta Mesopotâmia

#### Conquistas de Samsiadade

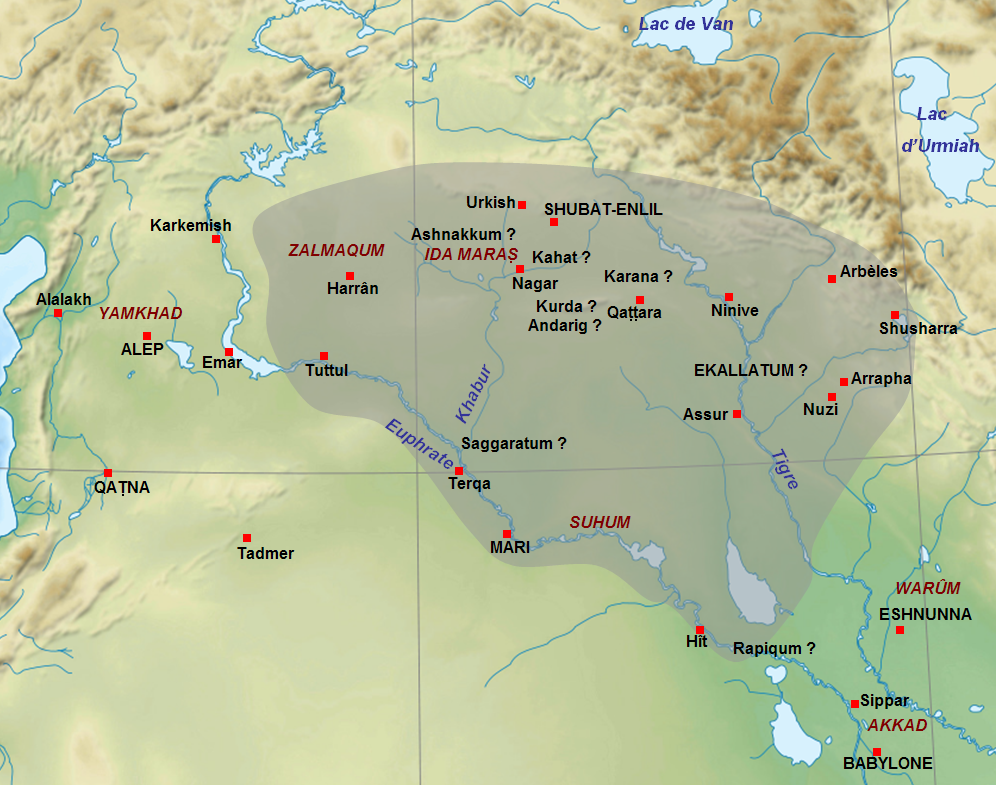
Extensão aproximada do Reino de curta duração da Alta Mesopotâmia em Este reino foi fundado pelo conquistador amorreu Samsiadade I, que depôs a dinastia real assíria original fundada por Puzurassur I.

A partir do século XIX a.C. até o final do período assírio antigo, a cidade-estado de Assur frequentemente ficava sob o controle de estados e impérios estrangeiros maiores. A porção do período assírio antigo que é melhor atestada historicamente, principalmente através de extensos registros encontrados nas ruínas da cidade de Mari, é a época de Samsiadade I (c. 1808–1776 a.C.) e seus filhos Ismedagã I e Iasmadade. Samsiadade (Samsi-Addu em seu próprio idioma amorreu) foi um rei amorreu, originalmente governando a cidade de Ecalatum, onde sucedeu seu pai Ilacabicabu em c. 1 835 a.C. Ameaçado por Ipiquiadade II em Esnuna, Samsiadade buscou refúgio no sul da Mesopotâmia por vários anos, mas retornou a Ecalatum em c. 1 811 a.C. e derrubou seu rival. Três anos depois, em c. 1 808 a.C., Samsiadade depôs o último rei da dinastia de Puzurassur I, o filho de Narã-Sim, Erisum II (c. 1828/1818–1809 a.C.), e tomou Assur para si.
Depois de conquistar Esnuna e Assur, Samsiadade iniciou extensas campanhas de conquista que culminaram em sua vitória sobre Iadum-Lim, o rei de Mari, em c. 1 792 a.C. Samsiadade também conquistou cidades ao norte e leste de Assur, como Arrapa, Nínive, Qabra e Erbil. O reino fundado por Samsiadade eventualmente passou a incluir a maior parte do norte da Mesopotâmia e recebeu vários nomes por historiadores modernos, como Reino da Alta Mesopotâmia e Império Norte-Mesopotâmico. Para governar este novo reino, Samsiadade estabeleceu sua capital na cidade de Subate-Enlil e em c. 1 785 a.C. colocou seus dois filhos no controle de diferentes partes do reino como seus vassalos;  Iasmadade recebeu Mari e as terras vizinhas e Ismedagã, o filho mais velho, recebeu Ecalatum, Assur e territórios vizinhos. Sob o reino de Samsiadade, Assur permaneceu uma cidade distinta e poderia ter continuado seu comércio com outras cidades. O comércio local era evidentemente importante para Samsiadade, pois há registros de seu reinado de um oficial que supervisionava os comerciantes. Samsiadade renovou a cidade e reconstruiu os templos de Assur, embora um santuário para o deus Enlil também parece ter sido adicionado lá, e Adade. Referindo-se à cidade como uma cidade "cheia de deuses", Samsiadade respeitava Assur e às vezes ficava lá para participar de cerimônias religiosas, embora permanecesse um conquistador estrangeiro aos olhos dos habitantes locais e colocasse sua capital em outro lugar. A razão para fazer de Subate-Enlil sua capital em vez de Assur pode ter sido que Assur era vista como formalmente governada pelo deus Assur, e tinha uma poderosa assembleia local da cidade e, portanto, não era atraente como sede do poder.

#### Colapso do reino

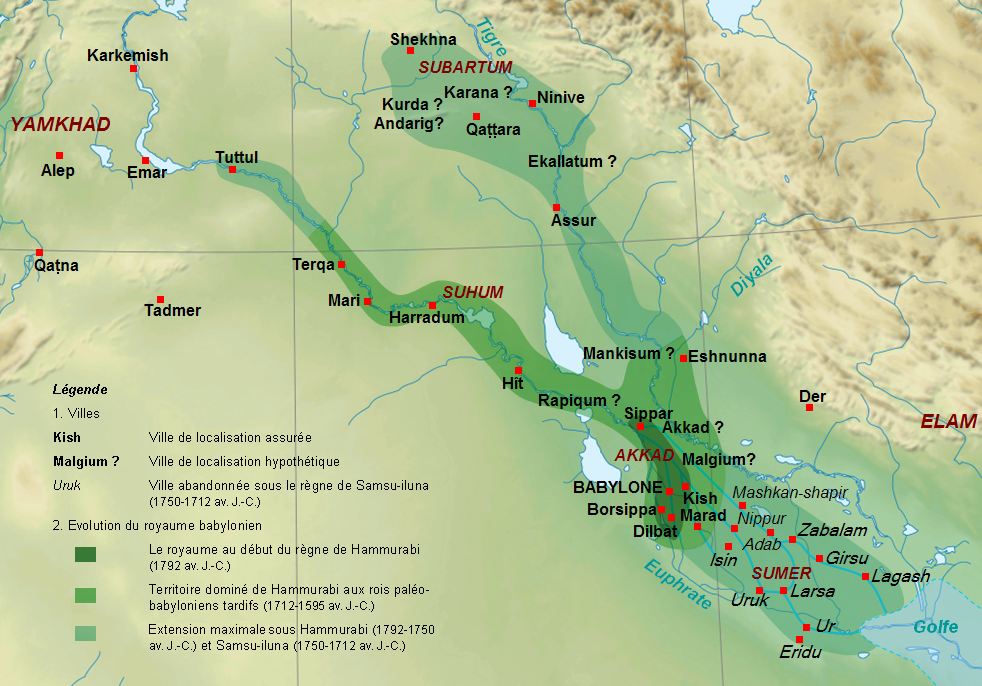
O Antigo Império Babilônico sob Hamurabi, que brevemente controlou Assur após o colapso do reino de Samsiadade

No século XVIII a.C., o reino de Samsiadade foi cercado por grandes reinos concorrentes.  No sul, os governantes de Larsa, Babilônia e Esnuna lutaram entre si para reunificar o sul da Mesopotâmia. No leste, os governantes de Elão envolveram-se cada vez mais na política da Mesopotâmia e no oeste, novos reinos surgiram em Iamade e Catna. O sucesso e a sobrevivência do reino de Samsiadade dependiam principalmente de seu próprio sucesso militar, força e carisma. O crescente conflito com os reinos vizinhos e a morte de Samsiadade em c. 1 776 a.C. levaram ao colapso do reino. Os governantes locais rapidamente retornaram ao poder em muitas partes do antigo reino, inclusive em Mari, onde Zinrilim derrubou Iasmadade do poder. O herdeiro sênior de Samsiadade, Ismedagã, manteve o controle apenas de Ecalatum, de onde ele governou, e Assur. Ismedagã respeitava os cultos e tradições de Assur e ocasionalmente usava a cidade como sua residência. Sua esposa, Lamassi-Assur, recebeu o nome do deus Assur.
Em c. 1 772 a.C., o novo rei de Esnuna, Ibalpiel II invadiu o reino de Ismedagã, ocupando Assur, Ecalatum e Qatare antes de tomar a antiga capital de Samsiadade em Subute-Enlil. Ismedagã fugiu de seu reino durante este tempo, refugiando-se no sul da Mesopotâmia, agora governado pelo Antigo Império Babilônico. A invasão de Ibalpiel II acabou sendo repelida por Zinrilim de Mari e nessa época, provavelmente com a ajuda dos babilônios, Ismedagã voltou ao poder em Ecalatum e Assur. Alguns anos depois, o norte da Mesopotâmia foi novamente invadido, desta vez por um exército de Elão que também tomou Subute-Enlil e outras cidades. Esta invasão foi repelida por uma aliança entre Mari, Ismedagã e Babilônia e, em seu rescaldo, Ismedagã fortaleceu sua posição tomando algum território ao sul e fazendo um tratado com Esnuna. Quando as relações logo azedaram novamente, Ismedagã fugiu para a Babilônia mais uma vez. Assur e o resto do reino de Ismedagã logo depois ficaram sob o, talvez apenas breve, controle do Antigo Império Babilônico sob Hamurabi (c. 1792–1750 a.C.), que conquistou a região em c. 1 761 a.C. e parece ter respeitado Assur e suas instituições, pois escreveu em uma de suas inscrições que "orientei o povo adequadamente e devolvi a Assur seu espírito protetor benevolente".

### Idade das Trevas assíria

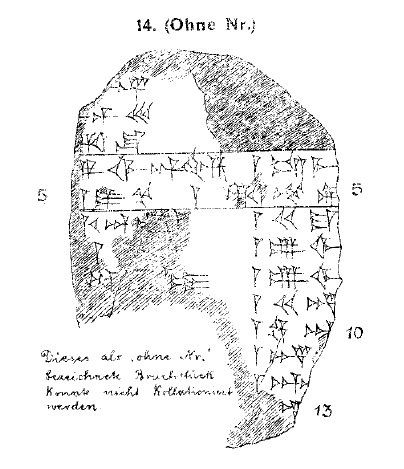
Line-art de KAV 14, uma versão fragmentária da Lista de Reis Assírios que registra os sucessores de Ismedagã I como seus descendentes Mutascur e Rimus, figuras que não aparecem na versão padrão da lista

O período entre o colapso do reino de Samsiadade no século XVIII a.C. e a ascensão da Assíria no século XIV a.C. é frequentemente considerado pelos estudiosos modernos como uma "Idade das Trevas" assíria devido à falta de evidências históricas suficientes para estabelecer claramente os eventos durante este período. As principais fontes de registros históricos conhecidos desde os tempos assírio antigo; documentos mantidos em outros locais no norte da Mesopotâmia e na Anatólia central, silenciam no século XVIII a.C. e inscrições reais e textos de arquivo de Assur são muito escassos neste momento. De qualquer forma, é evidente que Assur em algum momento voltou a ser uma cidade-estado independente.
A Lista de Reis Assírios, a única fonte abrangente real para o período, apresenta uma sequência contínua de governantes durante este tempo, mas seu relato de pelo menos as décadas após a morte de Samsiadade é claramente incompleto e não refletem totalmente o período politicamente incerto que se seguiu, quando os descendentes amorreus de Samsiadade, assírios nativos e hurritas parecem ter lutado entre si pelo controle de Assur. De acordo com a versão padrão da lista, Ismedagã governou por 40 anos e foi sucedido em Assur pelo usurpador assírio nativo Assurdugul. Registros em Mari estabelecem que Ismedagã só governou por 11 anos após a morte de seu pai, morrendo em c. 1 765 a.C. A lista de reis também não menciona as breves conquistas de Assur por potências externas, como Esnuna, Elão e Babilônia durante a época de Ismedagã. Documentos em Mari e uma versão alternativa fragmentada da lista de reis também mostram que Ismedagã foi sucedido por seu filho Mutascur, que por sua vez foi sucedido por Rimus. É possível que esses reis governassem apenas Ecalatum, e não Assur, mas o governante assírio Puzursim, também ausente na lista de reis, afirma em uma de suas inscrições ter deposto a-sí-nim, neto (ou descendente) de Samsiadade e libertou Assur dos amorreus. A-sí-nim é tipicamente interpretado como um nome próprio, Asinum, caso em que ele foi o último da dinastia de Samsiadade a governar Assur, mas poderia alternativamente ter sido um título, caso em que o homem expulso por Puzursim poderia ter sido um governador local sob Rimus. Em sua inscrição, Puzursim se orgulha de remover o governante de "semente estrangeira" e demolir seu palácio, erguendo um santuário religioso em seu lugar. Para que esses projetos de construção tenham ocorrido, Puzursim deve ter conseguido manter o controle sobre a Assur por pelo menos alguns anos. Talvez Puzursim tenha sido omitido da lista de reis por engano, ou talvez sua omissão reflita a mudança de atitudes em relação a Samsiadade e sua dinastia pelos assírios posteriores.
Assurdugul, que governou em algum momento depois de Puzursim, é concedido um reinado de seis anos pela Lista de Reis Assírios, que também afirma que seu governo foi desafiado por seis usurpadores: Assuraplaidi, Nasirsim, Sinamir, Ipiqui-Istar, Adadesalulu e Adasi. Não está claro se essas figuras eram realmente históricas e realmente afirmavam ser reis em oposição a Assurdugul. Seus nomes são suspeitosamente semelhantes aos epônimos (ou seja, oficiais limmu) do reinado de Assurdugul e eles podem, na realidade, ter sido seus generais e oficiais, erroneamente atribuídos como reis rivais pelo escriba que criou a lista de reis. Assurdugul foi de acordo com a lista de reis sucedido por Belbani, c. 1 700 a.C., aparentemente filho de Adasi. Belbani fundou a dinastia adasida, que governou a Assíria por cerca de mil anos. Os monarcas assírios posteriores, descendentes de Belbani, em tempos posteriores reverenciariam Belbani como um restaurador da estabilidade e como o fundador de sua dinastia de longa duração. Com o tempo, ele se tornou uma figura ancestral quase mítica. É possível que a dinastia adasida tenha se originado de forasteiros e que a família não tenha vindo originalmente de Assur. O nome do neto de Belbani, Suninua (c. 1615–1602 a.C.), pode significar "homem de Nínive" e a repetição dos nomes Samsiadade e Ismedagã entre os reis da dinastia poderia sugerir pelo menos uma descendência parcial da dinastia de Samsiadade. A repetição dos nomes poderia alternativamente ser explicada por Samsiadade sendo reverenciado por gerações posteriores como um grande construtor de impérios. Os primeiros reis da dinastia adasida também assumiram várias vezes os nomes dos governantes da dinastia de Puzurassur, incluindo Erisum e o próprio Puzurassur.
Embora não seja visto como confiável nas décadas imediatamente após a morte de Samsiadade, o relato da Lista de Reis Assírios da sequência de reis assírios e seus reinados de Belbani em diante, quando os governantes estavam seguramente baseados em Assur sob uma linha dinástica estável, acredita-se ser confiável devido a presumivelmente ser baseado em registros cronológicos preservados. As relações precisas entre os governantes podem, no entanto, não ser totalmente confiáveis, pois há evidências que sugerem que a genealogia do início da dinastia adasida foi pelo menos parcialmente reconstruída por escribas posteriores.

### Ascensão da Assíria

Mapa político aproximado do Antigo Oriente Próximo em Assur foi durante este período subjugado pelo reino de Mitani.

Em grande parte, a invasão ou ataque da Mesopotâmia pelo rei hitita Mursil I em c. 1 595 a.C. foi fundamental para o desenvolvimento posterior da Assíria. Essa invasão destruiu o então poder dominante na Mesopotâmia, o Antigo Império Babilônico, e criou um vácuo de poder que levou à formação do reino cassita da Babilônia no sul e do estado hurrita Mitani no norte. A invasão hitita também deve ter impactado diretamente Assur de alguma forma, mas não há fontes sobreviventes discutindo o assunto. Com o tempo, Mitani se tornaria a potência dominante no norte da Mesopotâmia, mas no vácuo de poder deixado após a invasão de Mursil I, Assur também subiu brevemente para um primeiro período de proeminência.
Os governantes assírios de c. 1 520 a.C. a c. 1 430 a.C. foram mais assertivos politicamente do que seus predecessores, tanto regional quanto internacionalmente.  Puzurassur III (c. 1521–1498 a.C.) é o primeiro rei assírio a aparecer na História Sincronística, um texto posterior sobre disputas de fronteira entre a Assíria e a Babilônia, sugerindo que a Assíria entrou pela primeira vez na diplomacia e conflito com a Babilônia neste momento e que Assur nessa época governava um pequeno trecho de território além da própria cidade. Na primeira metade do século XV a.C., também há evidências de presentes sendo trocados pela primeira vez entre reis assírios e faraós egípcios. É claro que Assur experimentou um período de prosperidade do final do século XVI ao início do século XV, como pode ser deduzido das inscrições reais de Puzurassur III, seus dois predecessores imediatos Samsiadade III (c. 1563–1548 a.C.) e Assurnirari I (c. 1547–1522 a.C.), e seu sucessor Enlilnasir I (c. 1497–1485 a.C.), os primeiros governantes com inscrições reais conhecidas desde a época de Puzursim. As inscrições desses reis demonstram que muitos dos edifícios construídos anteriormente no período assírio antigo foram reparados, reconstruídos e ampliados sob seus reinados, incluindo os templos dedicados a Istar e Adade, bem como as próprias muralhas da cidade. Sob Puzurassur III, as muralhas da cidade foram estendidas para cobrir uma maior extensão de terra, presumivelmente atestando uma população crescente. Documentos posteriores também fazem referência à construção de uma "nova cidade" (alu eššu) durante esse período, somando-se ao anterior "centro da cidade" (libbi alī).
Por volta de c. 1 430 a.C., Assur foi subjugado por Mitani e forçado a se tornar um vassalo, um arranjo que durou cerca de 70 anos, até c. 1 360 a.C. Assur manteve alguma autonomia sob os reis de Mitani, como reis assírios durante esse período são atestados como comissionando projetos de construção, negociando com o Egito e assinando acordos de fronteira com os cassitas na Babilônia. O principal responsável por pôr fim ao domínio de Mitani foi outro rei hitita, Supiluliuma I, cuja guerra do século XIV a.C. com Mitani pelo controle da Síria efetivamente levou ao início do fim do reino de Mitani. Ao mesmo tempo em que o rei de Mitani, Tusserata, teve que lutar contra Supiluliuma I, ele também foi forçado a enfrentar um pretendente rival ao trono, Artatama II. Depois que a guerra com os hititas relegou Mitani a um reino menor, a Assíria conseguiu se libertar de seu suserano. A independência da Assíria, alcançada sob o rei Assurubalite I (c. 1363–1328 a.C.) e as conquistas de Assurubalite I de territórios próximos, mais importante a região fértil entre o Tigre, o sopé dos Montes Tauro e o Zabe Superior, marca a transição entre os períodos assírio antigo e médio, embora a transformação de Assur em um estado territorial pareça já ter começado sob as últimas décadas do domínio de Mitani. Assurubalite I foi o primeiro governante assírio nativo a reivindicar a dignidade de rei (em vez de governador). Pouco depois de alcançar a independência, ele reivindicou ainda a dignidade de um grande rei no nível dos faraós e dos reis hititas.

## Evidências arqueológicas

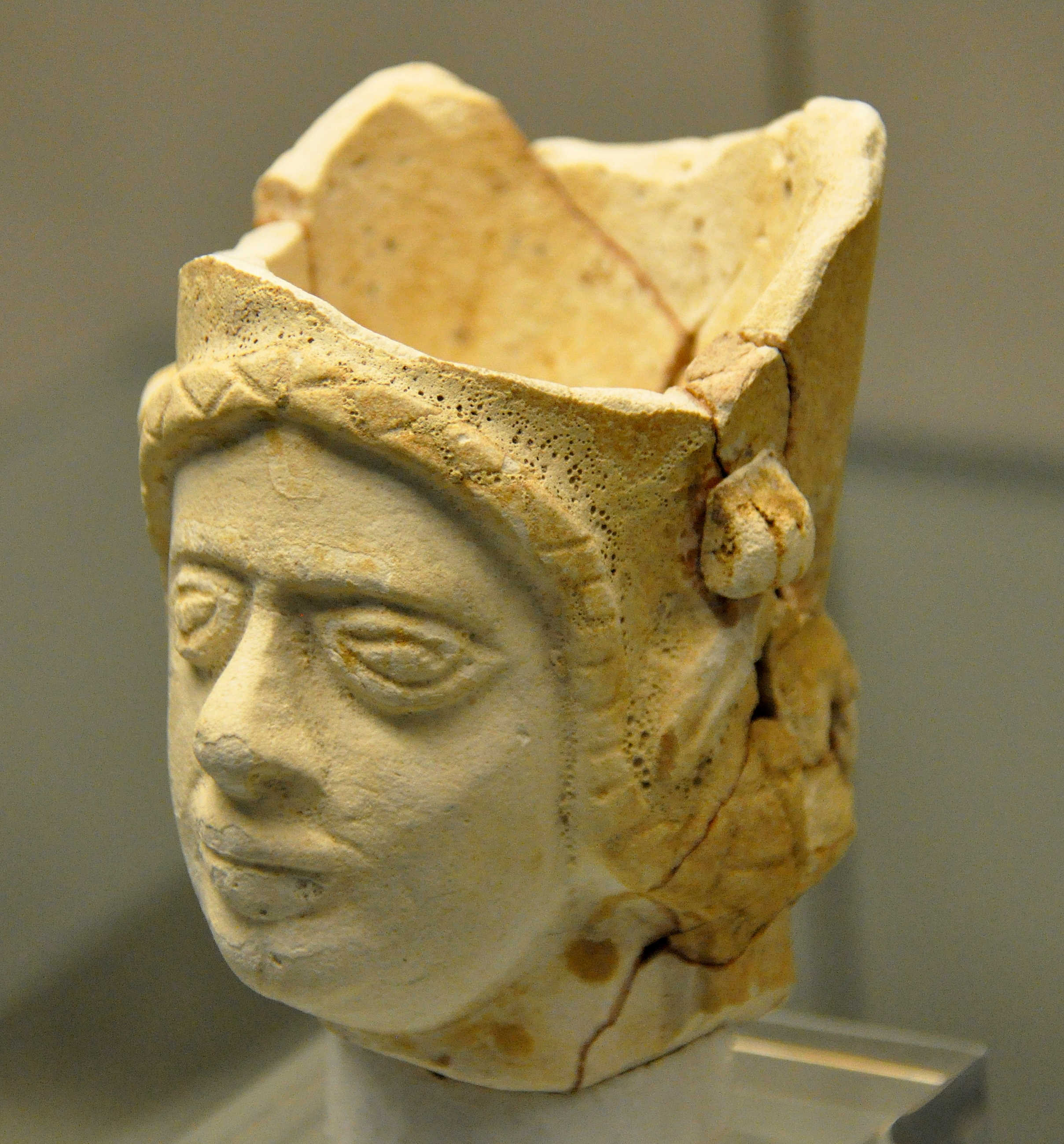
Recipiente para beber em forma de cabeça de uma mulher encontrado em Assur, 1500–1200 a.C.

Poucos achados arqueológicos foram descobertos datando do antigo período assírio, além dos arquivos comerciais de Cultepe. A falta de achados substanciais em Assur é provavelmente atribuível aos reis assírios posteriores que expandiram e reconstruíram partes da cidade, o que deixou poucos vestígios das estruturas antigas assírias originais. Os achados sobreviventes em Assur incluem uma nova fase do templo de Istar da cidade (apelidado de Istar D), construído durante o anterior período assírio inicial, bem como um antigo palácio. O novo templo de Istar media 34 por 9,5 metros (111,5 por 31,2 pés) e era substancialmente maior do que os templos anteriores no local. Este templo incluía uma grande sala de culto retangular na qual o adorador entrava pelo lado.
O antigo palácio assírio em Assur, chamado de Palácio Urplan pelos arqueólogos, era uma estrutura enorme, medindo 98 por 112 metros (321,5 por 367,5 metros), e incluía um grande pátio central cercado por vários pátios menores, embora pareça nunca ter sido  concluído. A construção não parece ter progredido além do corte de valas de fundação, embora algumas evidências escassas sugiram que algumas dessas valas de fundação foram posteriormente reutilizadas para um projeto de construção pouco conhecido durante o reinado de Samsiadade I.
Poucas evidências sobrevivem em edifícios não monumentais em Assur. Nem uma única casa foi escavada, nem foram descobertos quaisquer arquivos privados de seus cidadãos. No entanto, mais de setenta sepulturas são conhecidas do local, datadas entre 2500 e 1 500 a.C. As sepulturas diferem em design e em quantos corpos foram enterrados, e incluem corpos colocados em covas, grandes vasos de cerâmica e túmulos com tetos abobadados construídos com pedra ou tijolos de barro. Os túmulos abobadados são de particular importância, pois o mesmo tipo de túmulos foi usado mais tarde por famílias assírias proeminentes para enterrar seus mortos coletivamente sob suas casas, ilustrando que esta era uma tradição assíria de longa duração. Vários dos túmulos contêm ricos presentes funerários, incluindo joias, selos, objetos de pedra e armas.

## Governo

### Realeza e administração
Assur no período assírio antigo era em muitos aspectos uma oligarquia, onde o rei era um ator permanente, embora não o único proeminente. Ao contrário dos períodos assírios posteriores, os reis assírios do período assírio antigo não parecem ter sido autocratas (ou seja, governantes com poder único), mas atuavam como administradores do deus da cidade, o deus Assur, e presidiram as reuniões do Ālum (assembleia da cidade), o principal órgão administrativo de Assur neste período. Os reis no período assírio antigo parecem ter atuado principalmente como oficiais executivos e presidentes da assembleia. Em documentos de Cultepe, é comum encontrar menções à "Cidade" (ou seja, a assembleia da cidade) proferindo veredictos em questões judiciais. Documentos também atestam, no entanto, que os governantes eram frequentemente abordados para aconselhamento jurídico, pois eram vistos como "especialistas constitucionais". Embora os próprios reis assírios usassem o título Išši'ak, os cidadãos de Assur muitas vezes se referiam a eles com o título rubā’um ("grande"), indicando claramente a autoridade e o status de ser um primus inter pares (primeiro entre iguais). Como o mesmo título foi usado para se referir aos reis da Anatólia, com quem os assírios negociavam, também mostra a compreensão de seu rei como uma figura real (e não simplesmente cívica ou religiosa).
A composição da assembleia da cidade não é conhecida, mas geralmente acredita-se que tenha sido composta por membros das famílias mais poderosas da cidade, muitos dos quais eram comerciantes. Da época de Erisum I em diante, um titular de cargo anual, um oficial limmu, era eleito a partir deste corpo de cidadãos. O oficial limmu detinha poderes executivos substanciais e deu seu nome ao ano, o que significava que seu nome constava em todos os documentos administrativos daquele ano. Os reis eram geralmente os oficiais limmu em seus primeiros anos de reinado. A assembleia da cidade é descrita como tendo se reunido em um "recinto sagrado" (ḫamrum) no "Portão do Passo" (mušlālum) atrás do templo do deus Assur. Nesse lugar sagrado, onde também eram feitos juramentos, havia sete estátuas de juízes divinos. Outras vezes, a assembleia pode ter se reunido em uma estrutura referida em textos como "prefeitura" (bēt ālim). A prefeitura era administrada pelo oficial limmu e era uma importante instituição que administrava as finanças da cidade através da cobrança de impostos e multas e também atuava como armazém público, vendendo certas mercadorias, como cevada e metais preciosos. Em algums produtos, como lápis-lazúli e ferro, a cidade parece ter tido um monopólio local. Documentos de Cultepe mostraram que os veredictos do tribunal local e, portanto, possivelmente também da assembleia da cidade de Assur, durante esse período, foram alcançados por maioria de votos: a assembleia foi primeiro dividida em três grupos e, se não houvesse unanimidade, era dividida ainda mais em sete grupos. Um grupo menor dentro da assembleia, referido como "os Anciãos" em um punhado de textos, pode ter sido o único a finalmente aprovar os veredictos.
Assur experimentou pela primeira vez uma forma mais autocrática de realeza sob Samsiadade I, o primeiro governante de Assur durante o período assírio antigo a assumir o título šarrum (rei) e o título 'rei do Universo'. Samsiadade parece ter baseado sua forma mais absoluta de realeza nos governantes do Antigo Império Babilônico. Em uma de suas inscrições reais em Assur, Samsiadade assumiu o título completo "rei do Universo, construtor do templo de Assur, pacificador da terra entre o Tigre e o Eufrates". Em algumas inscrições e selos este título foi precedido por "nomeado de Enlil" e/ou sucedido por "amado do [deus] Assur". Nos tijolos inscritos, usados nos projetos de construção, Samsiadade foi mais modesto e assumiu para a Assur o título mais tradicional de ensí (a versão suméria do assírio Išši'ak) de Assur. Sob Samsiadade, os assírios também faziam seus juramentos pelo rei, não apenas pelo deus. Esta prática não sobreviveu além de sua morte.

### Selos reais
Na antiga Mesopotâmia, os selos reais serviam como instrumentos de ofício e selos pessoais para os reis. Apenas quatro selos reais dos reis da dinastia de Puzurassur são conhecidos, embora apenas por suas impressões, provenientes de Erisum I (dois selos), Sargão I e Narã-Sim. Com a única exceção de um dos selos de Erisum, encontrado em uma jarra de cerâmica de Assur, eles são todos das tábuas cuneiformes encontradas em Cultepe. Os selos conhecidos dos reis da dinastia de Puzurassur são altamente consistentes em conteúdo, tanto no texto quanto na arte. As inscrições dos selos incluem o nome do rei, o título Išši'ak Aššur e mais texto estabelecendo-o como filho do rei anterior. Quando comparado a outros selos de assírios não-reais no período assírio antigo, o motivo em si - uma deusa que está segurando a mão de um homem calvo e o conduzindo a um governante sentado com um chapéu de abas arredondadas - não é muito distinto e aparece em outros selos também. Um aspecto diferenciado em relação aos demais selos é que não há "figuras de preenchimento" entre as quatro figuras primárias representadas, fazendo com que o espaço entre elas pareça maior e as próprias figuras se destaquem mais.
Em termos de arte e layout, os selos da dinastia de Puzurassur lembram os selos dos reis da terceira dinastia de Ur, embora existam diferenças notáveis, como a presença de uma segunda deusa atrás do governante sentado, um motivo muito raro em ambos os selos de Ur III e em selos de assírios não-reais do período assírio antigo. Nos selos de Ur III, o governante sentado era o rei divinamente ordenado de Ur, mas como os governantes de Assur não eram considerados divinos, mas sim como servos do verdadeiro rei de Assur, o deus Assur, essa conotação teria sido ideologicamente problemática. É possível que a figura sentada nos selos da dinastia de Puzurassur deva ser interpretada como o deus Assur, com o servo calvo sendo conduzido diante dele por uma deusa sendo o rei assírio. Embora a figura sentada não receba nenhum outro marcador visual de divindade (como chifres ou outras características do corpo não humano), o simbolismo por si só não poderia ser teologicamente aplicado pelos antigos assírios a ninguém além do deus Assur.
Samsiadade I manteve em seu reinado mais absoluto certos aspectos da ideologia real da dinastia de Puzurassur e uma mistura das tradições pode ser vista em seus selos reais de Assur. A inscrição o designava como "Samsiadade, amado do deus Assur, Išši'ak Aššur, filho de Ilacabicabu", semelhante às inscrições dos reis da dinastia de Puzurassur, mas a representação visual do próprio Samsiadade era visivelmente diferente. Representado com um capacete de abas, uma barba cheia e uma mão levantada e uma mão perto de seu corpo, Samsiadade está em seu selo mais semelhante aos governantes do Antigo Império Babilônico do que aos governantes anteriores de Assur. A parte central de seu selo não é conhecida devido à natureza fragmentária de todas as impressões sobreviventes conhecidas, o que significa que é impossível determinar se uma figura sentada foi retratada lá ou não.

## Sociedade

### População e cultura

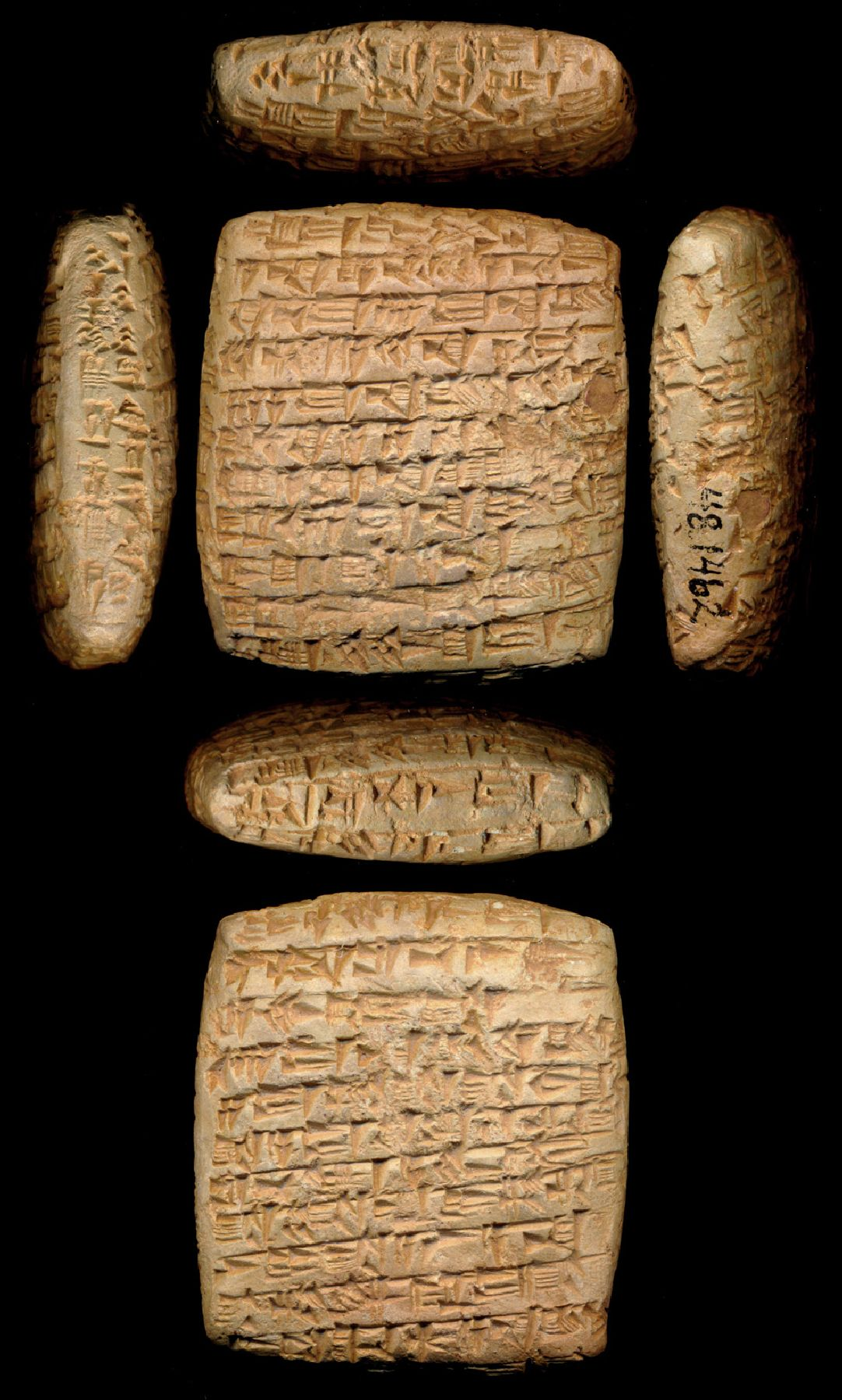
Antiga carta assíria encontrada em Cultepe, sobre o comércio de metais preciosos

As práticas funerárias distintas em Assur assíria antiga sugerem que uma identidade assíria distinta já se formou neste período.  Práticas culturais como enterros, códigos de vestimenta e alimentos são tipicamente críticas para a formação e manutenção de identidades étnicas e culturais. Talvez a identidade distinta da primeira cidade-estado tenha sido reforçada por seu contato frequente com estrangeiros por meio de sua rede comercial. Um veredicto emitido sob um dos reis da dinastia de Puzurassur decidiu que "os assírios podem vender ouro entre si, mas, de acordo com as palavras da estela, nenhum assírio que der ouro a um acádio, amorreu ou subaraeano", ilustrando que os assírios se viam como um grupo distinto. Embora a evidência do antigo assírio sobre a vida pessoal de Assur seja limitada, consistindo em alguns contratos de casamento e testamentos, os extensos registros cuneiformes do antigo assírio encontrados em Cultepe documentam não apenas a participação dos comerciantes na rede comercial assíria, mas também sua vida cotidiana não só em Cultepe, mas também em casa em Assur.
Não havia distinção legal entre homens e mulheres durante o período assírio antigo e eles tinham mais ou menos os mesmos direitos legais. Tanto homens quanto mulheres tinham que pagar as mesmas multas, podiam herdar propriedades, participar do comércio, comprar, possuir e vender casas e escravos, fazer seus próprios testamentos e divorciar-se de seus parceiros. A sociedade foi, em vez disso, dividida em dois grupos principais: escravos (subrum) e cidadãos livres, referidos como awīlum ("homens") ou DUMU Aššur ("filhos do deus Assur"). Entre os cidadãos livres havia também uma divisão em membros rabi ("grandes") e ṣaher ("pequenos") da assembleia da cidade.

#### Famílias assírias antigas
Os casamentos na Assur assíria antiga eram decididos e arranjados entre o futuro noivo ou sua família e os pais da futura noiva; geralmente os casamentos aconteciam no momento em que a noiva atingia a idade adulta. Presentes de casamento eram costumeiros; alguns textos mencionam que os noivados foram rompidos quando nenhum presente foi dado. O dote dado à noiva pertencia a ela, não ao marido, e foi herdado por seus filhos após sua morte. Depois que o casamento estava completo, as esposas se mudavam com seus maridos, que eram obrigados a fornecer roupas e comida. Os casamentos eram tipicamente monogâmicos, mas os maridos podiam comprar uma escrava (às vezes escolhida pela esposa) para produzir herdeiros caso sua esposa não tivesse dado à luz uma criança depois de estar casada por dois ou três anos. Esta mulher permanecia uma escrava, no entanto, e nunca foi vista como uma segunda esposa. Antigas famílias assírias às vezes contratavam ama de leite (mušēniqtum), que eram pagos pelo seu trabalho.  Se uma mãe morria, as crianças pequenas eram confiadas aos cuidados de outros membros da família, como os avós ou tios dela ou de seu marido. As crianças do sexo masculino e feminino foram criadas de forma diferente. As meninas normalmente viviam com a mãe, sendo ensinadas a fiar e tecer e ajudando nas tarefas diárias, enquanto os meninos eram ensinados por mestres a ler e escrever e depois seguiam seus pais para a Anatólia para aprender a negociar. A filha mais velha às vezes era consagrada a um deus (presumivelmente Assur) como sacerdotisa. As mulheres consagradas não podiam se casar, mas também se tornavam economicamente independentes.

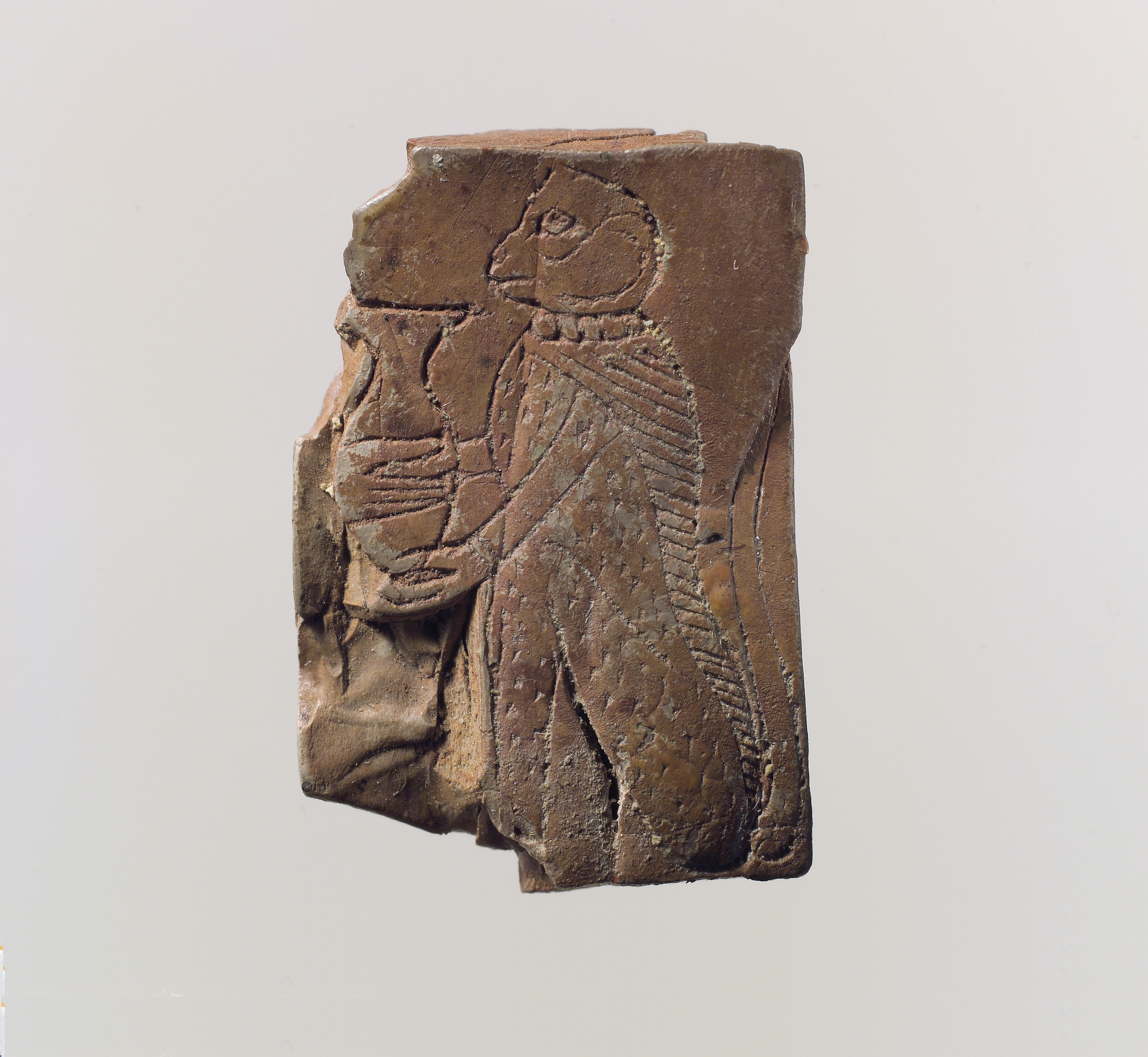
Elemento de mobiliário da antiga colónia comercial assíria em Cultepe, representando um macaco

Durante as longas jornadas comerciais, as esposas dos comerciantes assírios muitas vezes ficavam em casa sozinhas em Assur, administrando famílias e criando filhos. Muitas vezes eles tinham que, como chefes de família, supervisionar a coleta de alimentos e suprimentos, consertar a casa e fornecer roupas para as crianças. Às vezes eles tinham que viver com seus sogros, nem sempre com sucesso. Como os comerciantes assírios na Anatólia podiam ficar longe por longos períodos de tempo, eles foram autorizados a tomar segundas esposas na Anatólia.  Esse arranjo tinha certas regras, incluindo que as duas esposas não podiam ter o mesmo status (uma tinha que ser a aššatum, "esposa principal", e a outra a amtum, "segunda esposa"), eles não podiam morar na mesma região (um tinha que morar em Assur e o outro na Anatólia) e uma terceira esposa em um dos postos comerciais entre Assur e Anatólia não era permitida. Ambas as esposas também tinha que ser fornecido com comida, madeira e uma casa para morar. Os filhos nascidos da "segunda esposa" podem ter menos direitos em relação à herança do que os da "esposa principal".
A maioria dos divórcios registrados nos textos sobreviventes foi consensual e resultou de discussões e arranjos particulares. As altas multas por divórcio, até 5 minas de prata, tinham que ser pagas pelo marido e pela esposa e ambos podiam se casar novamente depois. Se um homem passasse a não gostar de sua esposa, ele poderia devolvê-la à família dela, mas teria que pagar uma indenização. Se a esposa tivesse se comportado mal de alguma forma, o marido poderia despojá-la de seus bens e afugentá-la. Os divórcios com a segunda esposa na Anatólia eram mais comuns do que os divórcios na própria Assur, resultantes de seus maridos se aposentarem do comércio e permanecerem em Assur permanentemente. Nesses casos, o marido tinha que decidir se levava ou não seus filhos, e tinha que pagar certas quantias em dinheiro dependendo de quantos filhos levasse. Se um marido morria, seus filhos herdavam seus bens e tinham que cuidar da mãe.  Se não houvesse filhos, a esposa guardava seu dote para si mesma e podia se casar novamente. Se o marido tivesse escrito um testamento, sua esposa também poderia herdar seus bens e propriedades. Se um homem morresse com dívidas não pagas, seus filhos se tornavam responsáveis por pagá-las antes de receber sua herança. As filhas não tinham responsabilidade por dívidas não pagas. Tanto os filhos quanto as filhas, embora principalmente os filhos, eram responsáveis por cuidar de seus pais idosos e, depois que eles morriam, também eram responsáveis por organizar e pagar seus funerais. Após a cerimônia fúnebre, houve um longo período de luto. Acreditava-se que os mortos viviam no antigo submundo da Mesopotâmia como fantasmas e que poderiam aparecer nos sonhos de seus descendentes. Os membros da família falecidos eram muitas vezes homenageados com orações e oferendas, uma prática facilitada porque normalmente eram enterrados sob as casas de seus descendentes e parentes.

#### Escravidão

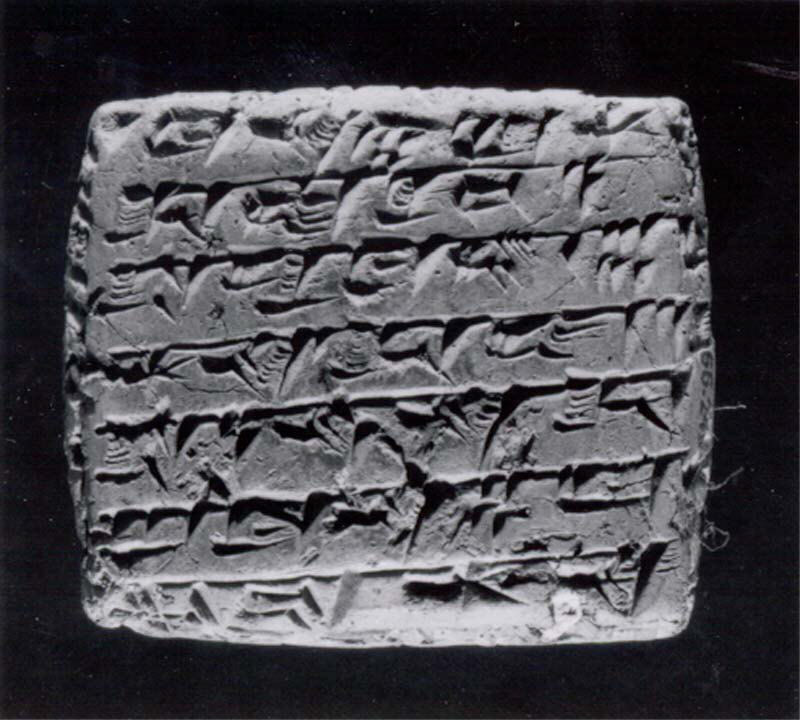
Antiga tabuinha cuneiforme assíria de Cultepe registrando despesas durante uma viagem de caravana

A escravidão era uma parte importante de quase todas as sociedades do Antigo Oriente Próximo. Na língua acádia, vários termos foram usados para escravos, comumente wardum, embora este termo possa confundir-se também com servidores oficiais (livres), retentores e seguidores, soldados e súditos do rei. Porque muitos indivíduos designados como wardum nos textos assírios antigos são descritos como lidando com propriedades e realizando tarefas administrativas em nome de seus senhores, muitos podem ter sido na verdade servos livres e não escravos no sentido comum do termo. No entanto, vários wardum também são registrados como sendo comprados e vendidos. Todos os outros termos usados para escravos também tinham significados secundários ou alternativos em outros contextos:  por exemplo, o termo subrum (usado para se referir a uma coleção de escravos) também pode significar utensílios ou gado e o termo amtum (usado para escravas) era a mesma palavra que a palavra usada para segundas esposas. Outro termo que às vezes era usado como sinônimo de wardum foi ṣuḫārum (versão feminina de ṣuḫārtum), embora esta palavra também possa ser usada para se referir a uma criança.
Embora os textos babilônicos antigos frequentemente mencionem a origem geográfica e étnica dos escravos, há apenas uma única referência conhecida em textos assírios antigos, uma escrava sendo explicitamente referida como subaraeana, indicando que esses aspectos não eram vistos como muito importantes. Havia dois tipos principais de escravos: escravos móveis, principalmente estrangeiros que foram sequestrados ou que eram espólios de guerra, e escravos por dívida, homens e mulheres anteriormente livres que não conseguiram pagar suas dívidas. Muitos escravos móveis eram anatólios que se originaram como escravos por dívida, mas perderam o direito à redenção. Em alguns casos, crianças assírias foram apreendidas pelas autoridades devido às dívidas de seus pais e vendidas como escravas quando seus pais não puderam pagar. As crianças nascidas de mulheres escravas automaticamente se tornavam escravas, a menos que algum outro acordo tenha sido acordado.
Possuir vários escravos era considerado um sinal de riqueza, semelhante a possuir várias casas; em média, um escravo custava 30 shekels e uma escrava 20 shekels.  Normalmente, os escravos da Anatólia, onde Assur tinha colônias comerciais proeminentes, eram menos caros do que os escravos da Mesopotâmia. Os escravos eram de propriedade de mulheres e homens, com muitas mulheres sendo registradas como comprando e herdando seus próprios escravos. As escravas eram encarregadas de limpar, preparar refeições e ajudar seus donos na criação dos filhos. Às vezes, os homens se envolviam em relações sexuais com suas escravas e às vezes eram forçados a engravidar e dar à luz filhos em nome de proprietários inférteis.  Alguns escravos do sexo masculino trabalhavam no comércio internacional como pessoal nas caravanas comerciais. As principais instituições de Assur, como a prefeitura e o templo de Assur, possuíam escravos que eram usados para várias tarefas de manutenção.  Os escravos às vezes eram vendidos para pagar dívidas, e às vezes foram tomadas à força pelas autoridades como garantia de dívidas.

#### Economia e comércio

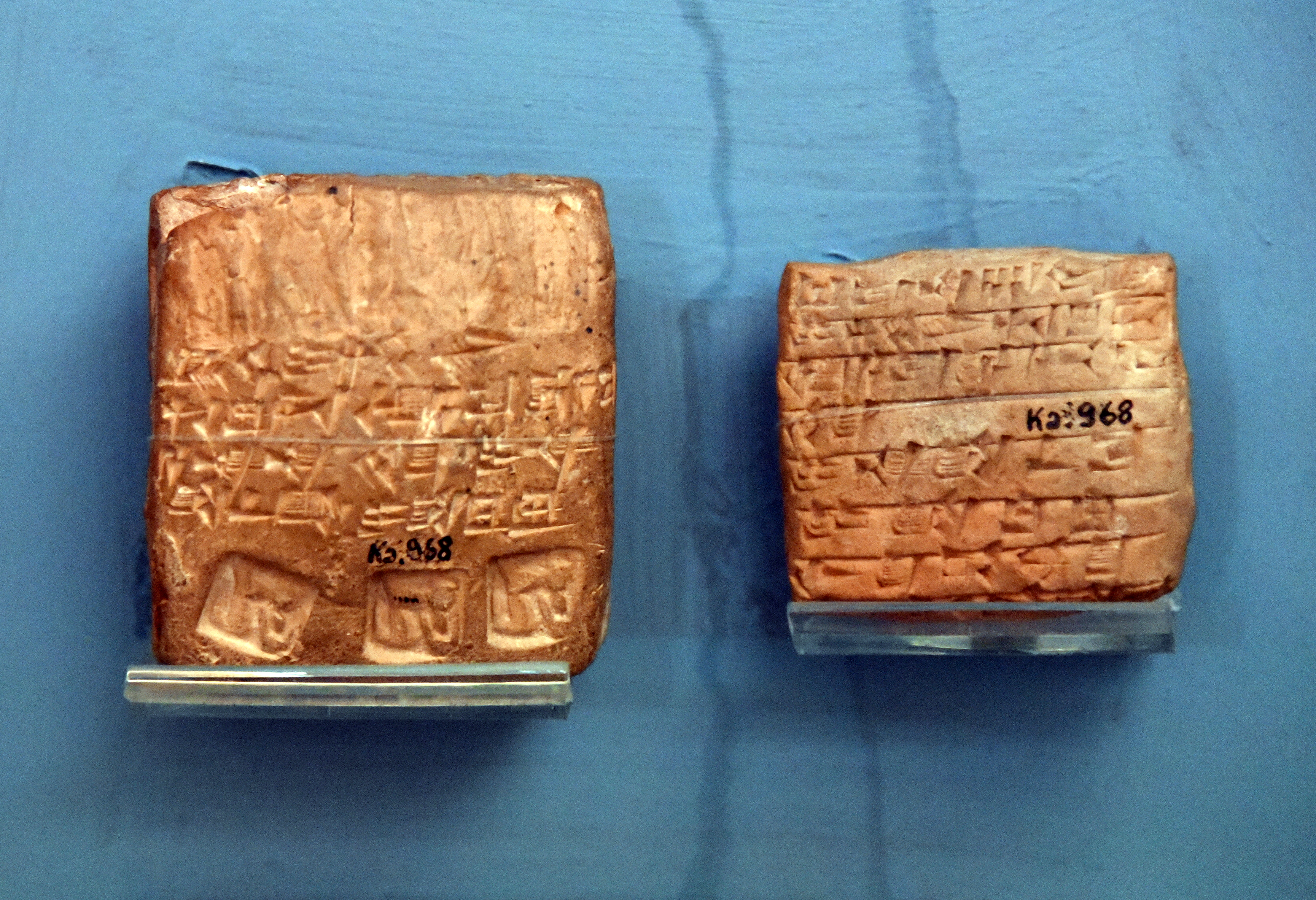
Tabuinha cuneiforme assíria antiga de Cultepe contendo uma nota de dívida legal em prata

Uma grande parte da população assíria antiga parece ter estado envolvida no comércio internacional e estava amplamente organizado em torno de empresas familiares: cada membro da família tinha tarefas específicas a desempenhar e muitas relações profissionais eram fundadas em laços familiares. Isso também se reflete no vocabulário usado ao se referir a negócios; o patrão, que muitas vezes ficava em casa em Assur e não viajava para as colônias comerciais, era normalmente referido como abum ("pai"), parceiros foram chamados aḫum ("irmãos") e os funcionários foram chamados ṣūḫārū (familiares mais jovens). As empresas eram muitas vezes chamadas bētum ("casa"). Como se pode depreender dos contratos de contratação e outros registros, o comércio envolvia pessoas das mais diversas profissões, incluindo carregadores, guias, condutores de burros, agentes, comerciantes, padeiros e banqueiros. Nas empresas familiares, o filho mais velho era normalmente o que se mudava para Cultepe e outras colônias comerciais, enquanto o pai ficava em casa.  Os outros filhos, se houvesse, também podiam se estabelecer nas colônias e muitas vezes ajudavam no transporte das mercadorias. As mulheres também faziam parte dos negócios, principalmente através da tecelagem dos tecidos que seus parentes masculinos então vendiam. As próprias mulheres recebiam o pagamento em ouro ou prata por esses tecidos e podiam em muitas transações representar seus maridos e irmãos. Os filhos podem, após a morte do pai, herdar os negócios do pai ou optar por iniciar seus próprios empreendimentos.
Algumas das tabuinhas cuneiformes mais comuns recuperadas de Cultepe são contratos de empréstimo, tanto dentro da comunidade assíria quanto entre os comerciantes assírios e os habitantes locais. Os empréstimos não comerciais geralmente consistiam em pequenas quantidades de prata e eram concedidos com juros; esse interesse chegava a 30% ao ano para os assírios, embora fosse maior para os locais nas colônias comerciais. Os empréstimos geralmente tinham que ser pagos dentro de um curto período de tempo, geralmente dentro de um ano, e o pagamento bem-sucedido era marcado pelo contratante do empréstimo que retornava a tabuinha cuneiforme que registrava o empréstimo, às vezes junto com um recibo.

#### Culinária e dieta

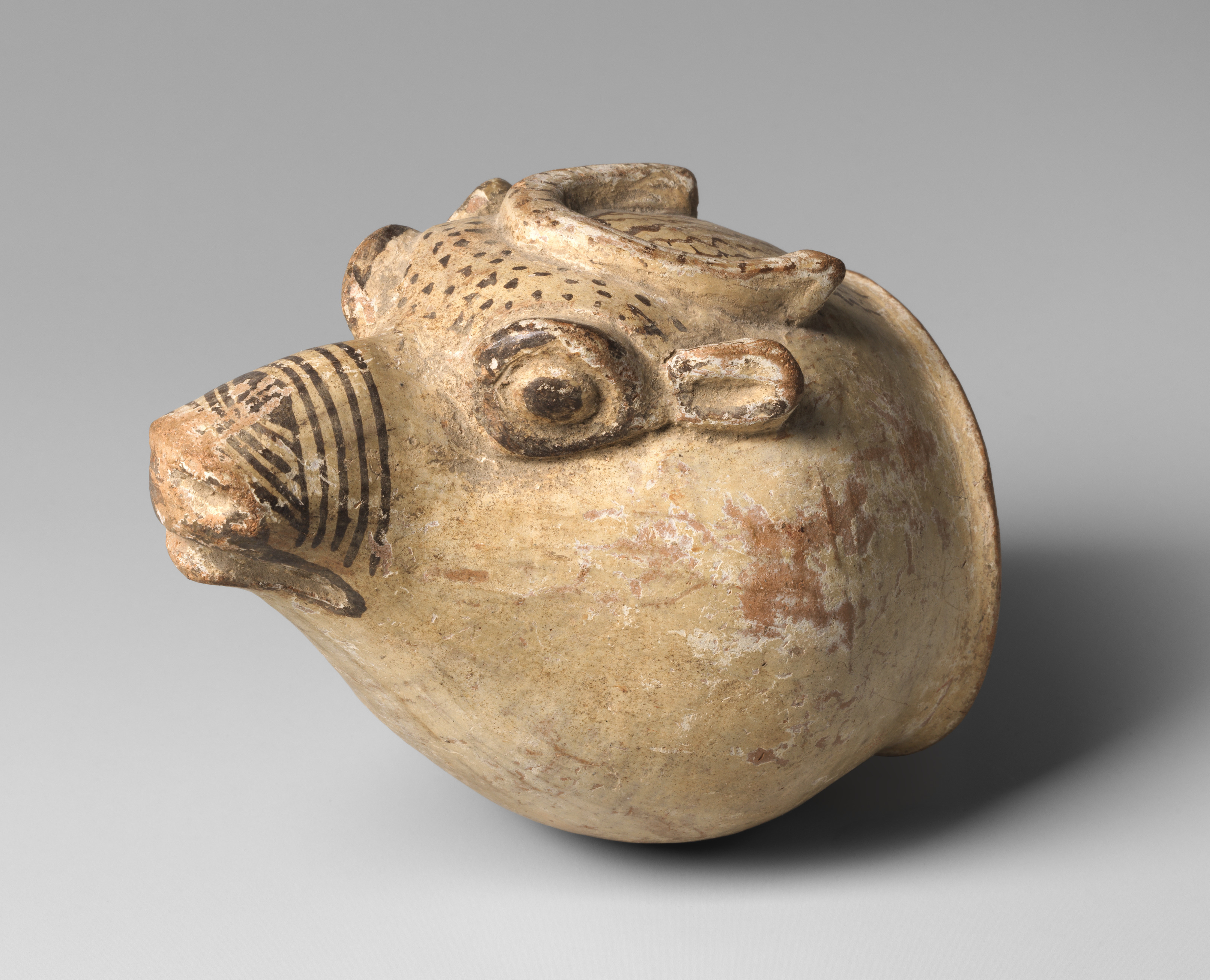
Antigo recipiente assírio encontrado em Cultepe, em forma de cabeça de carneiro

A evidência do que os próprios cidadãos de Assur comiam durante o período assírio antigo é muito limitada, consistindo apenas em algumas menções em cartas de esposas comprando cevada e preparando pão e cerveja. Em geral, a comida era preparada pelas mulheres. Registros mais detalhados de alimentos estão disponíveis nos registros cuneiformes de Cultepe, que estabelecem que o pão e a cerveja eram os principais alimentos e bebidas (água também, embora isso fosse dado como certo e, portanto, normalmente não é mencionado nos textos). Duas variedades de pão foram comidas; pão de fermento e pão feito apenas com água e farinha. Gordura animal e óleo de gergelim às vezes eram usados na culinária. Para melhorar os sabores, mel às vezes era adicionado como adoçante, e ervas e especiarias comuns incluíam sal, cominho, coentro e mostarda. A carne, muitas vezes grelhada ou em ensopados, também era consumida, com registros de assírios comendo ovelhas, bois, porco, camarão e peixe.  Os animais eram muitas vezes mortos em casa, mas também era possível comprar pedaços de carne pré-cortados, quer em Assur, quer por comerciantes ao longo das rotas de viagem.
Embora a cerveja e a água fossem as principais bebidas, os textos preservados também demonstram uma grande apreciação pelo vinho, visto como uma mercadoria de luxo e chamado kerānum ou, mais raramente, karānum em assírio. O vinho era feito principalmente de uvas cultivadas na Capadócia, embora também existissem outras fontes, como o sul da Anatólia ou certos locais ao longo do rio Eufrates ou dos Montes Tauro. Quando bebiam cerveja, os assírios normalmente também comiam pão de cerveja, feito de cevada moída. Em determinadas situações, o consumo de cerveja parece ter sido formalizado; os textos cuneiformes encontrados em Cultepe indicam que os antigos comerciantes assírios compravam e consumiam cerveja ao comprar um animal, completar uma viagem, atravessar um rio e ao marcar reuniões com funcionários importantes. Também está claro que os guardas e funcionários de pedágio eram pagos não apenas em dinheiro, mas também recebiam regularmente presentes como cerveja. O vinho parece ter sido consumido em alguns contextos ritualísticos, como ao fazer um juramento a uma divindade.

### Língua

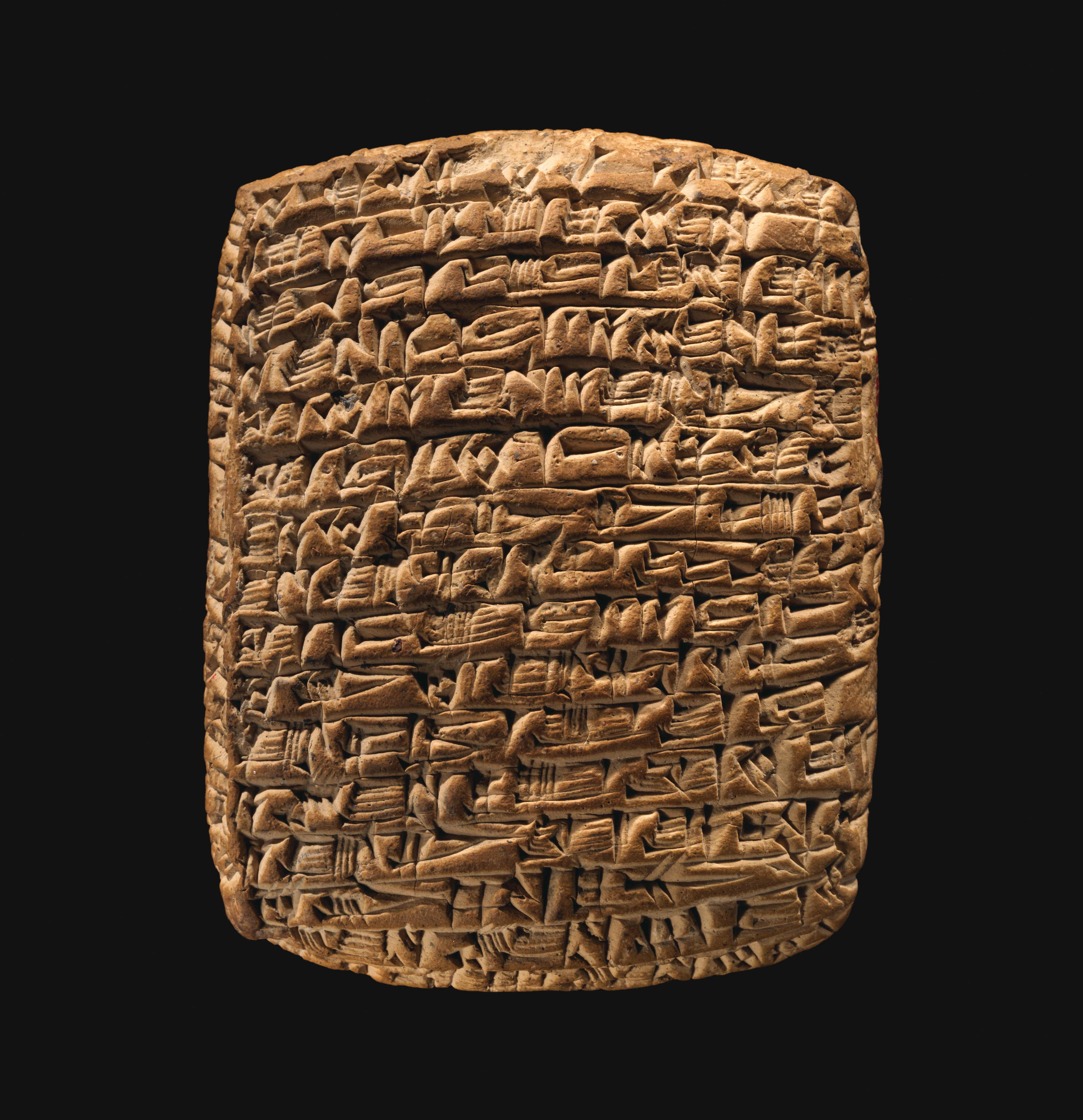
Tabuinha cuneiforme assíria antiga de Cultepe contendo uma carta particular

A linguagem usada para inscrever as tabuinhas assírias encontradas na Anatólia central é geralmente referida como assíria antiga, uma língua semítica (ou seja, relacionado ao moderno hebraico e árabe) intimamente relacionado ao babilônico, falado no sul da Mesopotâmia. Tanto o assírio quanto o babilônico são geralmente considerados pelos estudiosos modernos como dialetos distintos da língua acádia. Esta é uma convenção moderna, pois autores antigos contemporâneos consideravam assírio e babilônico como duas línguas separadas; apenas babilônico foi referido como akkadûm, com o assírio sendo referido como aššurû ou aššurāyu. Embora ambos tenham sido escritos com escrita cuneiforme, os sinais parecem bastante diferentes e podem ser distinguidos com relativa facilidade.
Os textos assírios antigos são em sua maior parte limitados à parte inicial do período, antes da "Idade das Trevas" do século XVIII a.C. Os sinais usados nos textos desses tempos são em sua maior parte menos complexos do que os usados durante os posteriores períodos médio e neoassírio e eram em menor número, totalizando não mais que 150-200 sinais únicos, a maioria dos quais eram sinais silábicos (representando sílabas). Como as letras às vezes incluem sinais de formato estranho e erros de ortografia, é provável que a maioria dos textos assírios antigos preservados tenham sido escritos pelos próprios autores (e não por escribas contratados). Como algumas dessas cartas são de mulheres, é evidente que pelo menos algumas mulheres aprenderam a ler e escrever. Devido ao número limitado de sinais usados, o assírio antigo é relativamente mais fácil de decifrar para os pesquisadores modernos do que as formas posteriores da língua, embora o número limitado de sinais também signifique que existem, em alguns casos, vários valores e leituras fonéticas alternativas possíveis. Isso significa que, embora seja fácil decifrar os sinais, muitos pesquisadores permanecem desconfortáveis com a própria linguagem. Embora fosse uma variante mais arcaica da língua assíria posterior, o assírio antigo também contém várias palavras que não são atestadas em períodos posteriores, algumas sendo formas primitivas peculiares de palavras e outras sendo nomes para termos comerciais ou vários produtos têxteis e alimentícios da Anatólia.

### Calendário
Como os calendários usados pelos primeiros egípcios e árabes, o calendário assírio antigo e médio consistia em doze meses, cada um com três constelações (uma constelação correspondendo a um período de dez dias). Na Assíria, os meses foram nomeados Ab sharrāni, Khubur, Ṣippum, Qarrātum, Tanmarta, Ti'inātum (ou Sîn), Kuzallu, Allanātum, Bēlti-ekallim, Narmak Ashur sha sarrātim, Narmak Ashur sha kinātim e Makhur ilī. Vários dos nomes demonstram a origem astronômica do calendário. Por exemplo, Tanmarta também foi usado para se referir ao nascimento heliacal da estrela Sirius, Bēlti-ekallim também era o nome de uma deusa que era representada no céu pela estrela Vega, e o nome do último mês, Makhur ilī, significa "encontro dos deuses", provavelmente em referência à conjunção da lua e do aglomerado de estrelas Plêiades no céu durante esse período. O calendário assírio deve ter começado no outono, na época em que os agricultores lavravam os campos, em algum momento entre 23 de setembro (o equinócio de setembro) e 21 de dezembro (o solstício de inverno).
O calendário assírio antigo e médio não estava isento de problemas. Uma semana extra, uma unidade de tempo referida como ḫamuštum, teve que ser adicionada aos doze meses de trinta dias. Isso parece ter sido feito normalmente na forma de adicionar um mês inteiro extra a cada quatro anos. Além disso, os anos epônimos nem sempre começaram com a mudança de um ano, mas muitas vezes coincidiram com fenômenos estelares. Se um epônimo terminou no meio de um mês, o próximo epônimo também começou com esse mês, o que significa que às vezes o mesmo mês foi repetido. Como resultado de seus problemas, as estações ao longo do tempo retrocederam nos meses do calendário assírio na velocidade de cerca de um mês a cada 120 anos. No século XIII a.C., durante o período médio assírio, o rei Salmanaser I teve que ajustar e corrigir o calendário, movendo os meses de volta à sua posição original.

## Religião

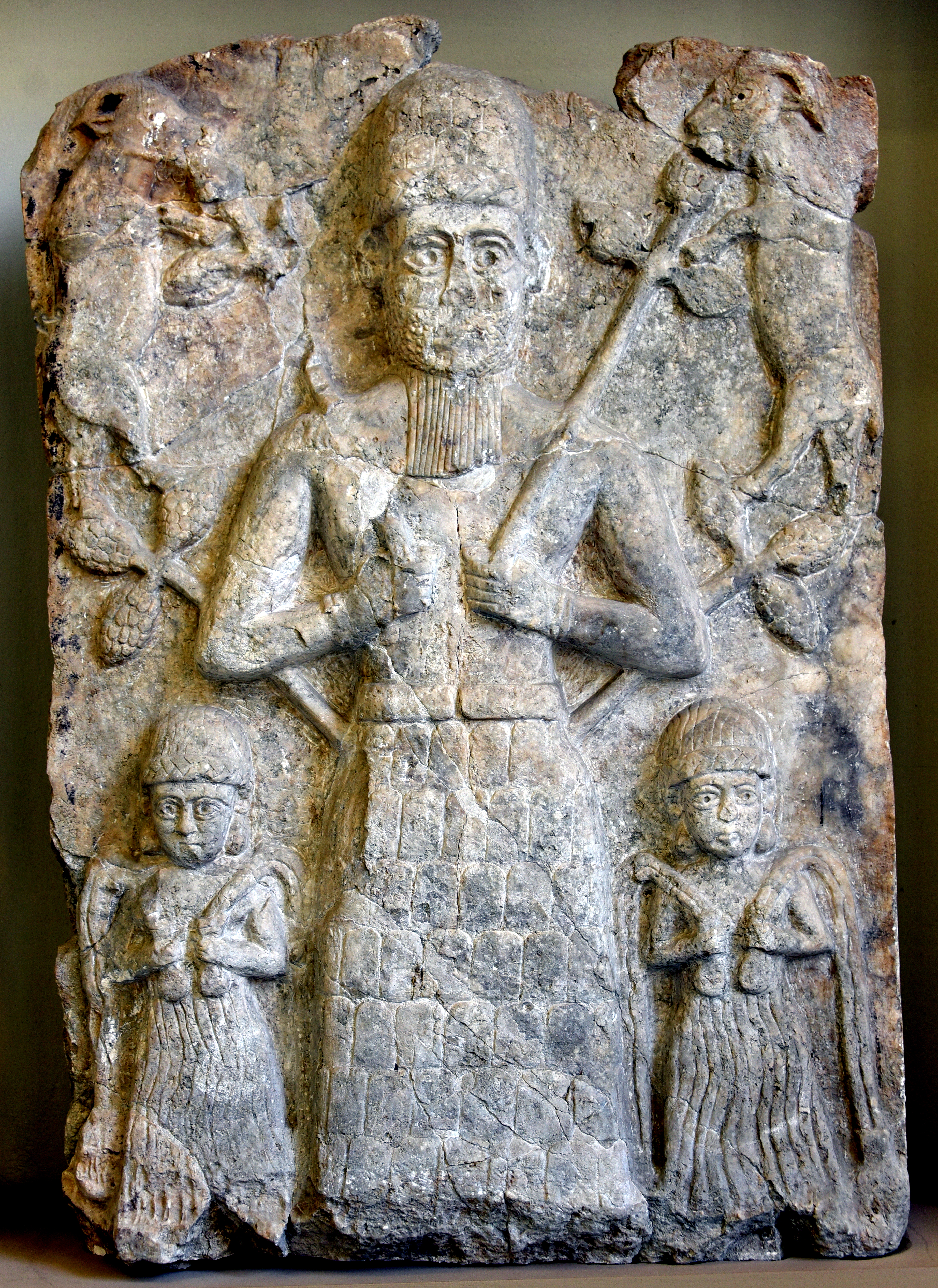
Relevo de parede da cidade de Assur, 2000–1500 a.C., representando uma divindade, provavelmente o deus Assur, ladeada por duas divindades da água e duas cabras

Os assírios adoravam o mesmo panteão de deuses que os babilônios no sul da Mesopotâmia. Como os textos assírios conhecidos estão preocupados principalmente com o comércio, o conhecimento da religião assíria no período assírio antigo não é tão detalhado quanto em períodos posteriores. A principal divindade em Assur no período assírio antigo, e em tempos posteriores também, era a divindade nacional assíria Assur. Embora a divindade e a cidade sejam comumente distinguidas pelos historiadores modernos, ambos foram inscritos exatamente da mesma maneira nos tempos antigos (Aššur). Como os documentos assírios antigos às vezes parecem não diferenciar entre a cidade e o deus, acredita-se que o deus Assur é uma personificação divinizada da própria cidade. Talvez o local da cidade, originado como um local sagrado antes da construção da cidade e estabelecido devido à sua localização estratégica, tenha sido gradualmente considerado divino por direito próprio em algum momento do anterior período assírio inicial. O papel de Assur como divindade era flexível e mudou com a mudança de cultura e política dos próprios assírios. Embora em séculos posteriores ele fosse considerado um deus da guerra, guiando os reis assírios em suas campanhas, ele era nos tempos assírio antigo visto como um deus da morte e do renascimento, relacionado à agricultura.
Uma das principais funções de Assur era também a justiça: acreditava-se que qualquer um que desse falso testemunho ou julgamento injusto no tribunal seria abatido pelo "punhal de Assur" (Patrum ša Aššur), uma arma que os assírios tinham que levar juramentos. As mulheres também fizeram juramentos na "pandeireta (huppum) de Istar". Ambos os objetos eram provavelmente emblemas divinos físicos na cidade de Assur. Os templos dedicados ao deus Assur em Assur e nas colônias comerciais assírias evidentemente incluíam estátuas do deus e representações de seus objetos divinos, já que um dos textos preservados descreve ladrões invadindo o templo do deus Assur em Cultepe e roubando a adaga de Assur e um disco solar que foi colocado em seu peito.
O deus Assur é frequentemente mencionado em textos e inscrições assírios antigos sobreviventes. Textos assírios de Cultepe mostram que os assírios fizeram seus juramentos por "a cidade e o príncipe" ou "a cidade e o senhor", "príncipe" e "senhor" provavelmente significando o deus Assur. Em vários textos, membros da família em casa em Assur escreveram aos comerciantes em Cultepe que eles deveriam retornar a Assur e "venha ver o olho do [deus] Assur" ou "tamanho o pé do [deus] Assur", sugerindo que o deus desaprovava seus súditos deixando sua cidade por longos períodos de tempo apenas por causa do ganho monetário, embora houvesse santuários dedicados ao deus em todas as colônias comerciais também. As mulheres estavam evidentemente muito preocupadas com a religião, registradas como fazendo oferendas, prestando homenagem aos deuses e lembrando seus maridos de seus deveres para com os deuses. Em um texto, duas mulheres escreveram a seguinte mensagem para o proeminente comerciante Imdu-ilum:
| “ | Assur te avisou uma e outra vez. Você ama o dinheiro, (mas) negligencia sua alma; você não pode fazer a vontade de Assur na Cidade! Urgente! Quando você ouvir esta mensagem venha e veja o olho de Assur e salve sua alma! | ” |

Além de Assur, outros deuses proeminentes adorados pelos assírios do período antigo incluíam o deus do tempo sumério Enlil, possivelmente porque o deus do tempo tinha desempenhado um papel proeminente no panteão hurrita. Mais proeminente do que Enlil era o deus semítico do tempo Adade, cujo nome também foi incorporado em cerca de um décimo dos nomes de indivíduos conhecidos do período. Igualmente proeminente como Adade era o deus da lua Sim, cujo nome também foi incorporado em cerca de um décimo de todos os indivíduos assírios antigos conhecidos, e que em tempos posteriores se tornou uma das principais divindades patronais da família real assíria. Embora nomes com Sim sejam comuns, a presença do nome "Laban" em alguns nomes assírios antigos indica que Sim também era às vezes adorado sob esse nome, de outra forma usado para ele na região correspondente ao moderno Líbano. Outra divindade proeminente era a deusa Istar, que havia sido adorado em Assur desde o anterior período assírio inicial e era provavelmente a divindade primária original do assentamento.
Poucos textos de natureza puramente religiosa (ou seja, não apenas alusões em outros textos) são conhecidos do período assírio antigo. Os textos religiosos assírios conhecidos desta época incluem um poema que descreve um demônio maligno, a filha do deus do céu Anu que foi lançado na Terra por seu pai devido a seus esquemas malignos. Esse demônio trabalhou a favor da humanidade, atacando aqueles que se comportavam contra a vontade dos deuses e enfraquecendo animais perigosos, como os leões.  Outro texto, especificamente relacionado às atividades mercantes, discute um demônio na forma de um cachorro preto que fica à espreita das caravanas mercantes. Este demônio foi possivelmente relacionado de alguma forma ao deus da água Enqui e pode ter encarnado a sede.